# Hexobarbital
Hexobarbital (nomes comerciais: Citopan, Evipan, Tobinal entre outros) é um barbitúrico com efeitos hipnóticos e sedativos. Os barbitúricos modernos (como o tiopental) substituíram amplamente o uso do hexobarbital como anestésico, pois permitem um melhor controle da profundidade da anestesia. O hexobarbital ainda é usado em algumas pesquisas científicas.

## Usos clínicos
O hexobarbital é usado como narcótico no Teste do Sono Hexobarbital (HST). O HST identifica roedores com alta ou baixa intensidade de oxidação microssomal, de forma rápida (FM) ou metabolizadores lentos (SM). O teste do sono é, por exemplo, usado para prever a suscetibilidade e resistência ao PTSD ou para determinar o efeito de compostos tóxicos no tempo de sono.

## Metabolismo
O metabolismo hepático do hexobarbital (HB) pode ser dividido em diferentes vias, todas formando diferentes metabólitos. O enantiômero S (+) de HB metaboliza preferencialmente em β-3'-hidroxihexobarbital e o enantiômero R (-) metaboliza preferencialmente em α-3'-hidroxihexobarbital, a reação, portanto, é estereosseletiva. Ambos os enantiômeros, no entanto, formam os isômeros α e β. No total, quatro enantiômeros para 3'-hidroxihexobarbital (3HHB) podem ser metabolizados. Esta reação é catalisada por um citocromo P450, CYP2B1. Todos os isômeros 3HHB formados podem sofrer metabolismo adicional via glucuronidação ou desidrogenação .
Se o 3HHB sofre uma reação de glucuronidação, via UDP-glucuronosil transferases (UGTs), ele é rapidamente excretado. O 3HHB também pode sofrer desidrogenação, formando uma cetona reativa, 3'-oxohexobarbital (3OHB). A biotransformação de 3HHB em 3OHB é através da enzima 3HHB desidrogenase (3HBD), uma oxidação ligada a NAD (P) +. Esta enzima faz parte da superfamília da aldo-ceto redutase (AKR). Em humanos, o 3HBD tem grande preferência por NAD + . Estas reações também são estereoespecíficas, a conformação R (-) forma preferencialmente 3OHB, uma vez que 3HBD tem a atividade mais alta para este enantiômero nas formas alfa e beta.
Novas evidências provaram o metabolismo adicional de 3OHB em ácido 1,5-dimetilbarbitúrico e um aduto de glutationa ciclohexenona. Esta etapa de biotransformação ocorre por meio de um mecanismo epóxido-diol. A formação de um epóxido reativo, leva à formação dos compostos mencionados.

## Síntese

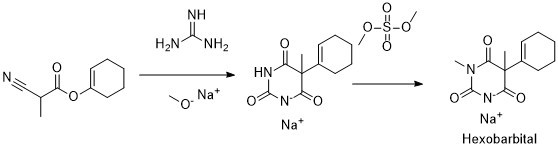
Síntese de hexobarbital pela reação de metil (ciclohexen-1-il) cianoacetato com guanidina e etilato de sódio, em seguida, outro grupo metil é adicionado através de sulfato de dimetila

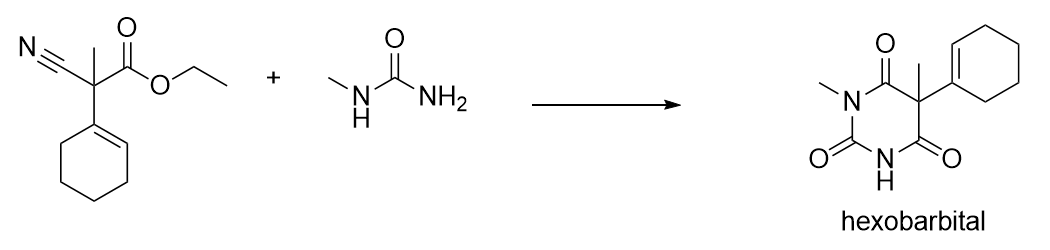
Via alternativa para a síntese de hexobarbital pela reação do éster etílico do ácido metilciclohexenilcianoacético com N-metilureia

O hexobarbital pode ser sintetizado pela reação de metil (ciclohexen-1-il) cianoacetato com guanidina e metilato de sódio . Forma-se então um precursor de hexobarbital de sódio que pode ser metilado com sulfato de dimetilo .
Outra via para a síntese do hexobarbital é a reação do éster etílico do ácido metilciclohexenilcianoacético com a N-metilureia. Esta reação é feita em duas fases, na primeira fase os reagentes são adicionados com terc-butilato em álcool terc-butílico a 20-50 ° C. No segundo estágio, cloreto de hidrogênio é adicionado com etanol e água como solvente .

## História
A classe química dos barbitúricos é um dos mais antigos agentes sedativos-hipnóticos conhecidos, datando da introdução do barbital no início do século XX.
Na Europa Oriental, o hexobarbital (e outros barbitúricos) têm sido usados regularmente como drogas por mulheres grávidas que tentam o suicídio. Hexobarbital foi considerado por muito tempo como tendo efeitos potencialmente teratogênicos e fetotóxicos. Foi usado nas décadas de 1940 e 1950 como agente indutor de anestesia para cirurgia, bem como hipnótico de ação rápida e curta duração para uso geral, com início de efeitos relativamente rápido e curta duração. Também foi usado para assassinar mulheres prisioneiras no campo de concentração de Ravensbrück. Durante a Segunda Guerra Mundial, Herta Oberheuser foi uma médica nazista e condenada criminosa de guerra , investigando os efeitos do hexobarbital. Os experimentos foram realizados principalmente em prisioneiras do campo de concentração de Ravensbrück.

### Na cultura popular
No mistério de Agatha Christie, Cards on the Table, de 1937, Hexobarbital é usado em conjunto com barbitaç para induzir overdose. É referido por Hercule Poirot como N-metil-ciclo-hexenil-metil-malonil ureia e Evipan.